# Gæs
Gæs er fugle i familien Egentlige andefugle, der helt overvejende er udbredt i den nordlige halvkugles koldere og koldeste egne. Gæs er tidligt blevet holdt som husdyr.
I Danmark yngler grågås, bramgås og canadagås (udsatte fugle), mens yderligere sædgås, knortegås, kortnæbbet gås og blisgås ses som trækgæster.

## Beskrivelse
Gæs er store fugle. Næbbet er meget kraftigt og stærkt, af hovedets længde eller kortere, ved roden meget højere end bredt. Næbbets hornlameller er kraftige og tykke, kegleformede og ret spidse. Næbneglen er stærk og stor og dækker hele næbspidsen. Næbbet er alt i alt udformet som et kraftigt bideredskab, egnet til at afbide og afrive alger, vandplanter og specielt græs, urter, blade og knopper, der udgør deres hovedføde. Animalsk føde søges som regel kun som ællinger. Næseborene findes omtrent på næbbets midte.
Halsen er ret lang, men kraftig og bevægelig. Kroppen er tung og stor, benene er af middelhøjde, bagtåen er kort og trind, uden svømmebræmme. Vingerne har lange overarme. Håndsvingfjerene er ret smalle og spidse. Vingen er uden vingespejl. Gæs er gode udholdende flyvere. Halen er afrundet med 16-18 styrefjer.
I fjerdragten findes ingen udtalt kønsforskel, sommer- og vinterdragt er ens, idet de kun fælder om efteråret. De gamle fugle, især hannerne, har i modsætning til ungerne halsens fjer ordnet i karakteristiske rækker.

### Levevis
Gæs er trækfugle. De fleste yngler højt mod nord, flere arter tilhører de nordligst ynglende fugle. De yngler gerne i kolonier og trækker i større eller mindre flokke.
Gæs dykker som regel ikke, men søger at nå bundplanterne i vandet ved at stå på hovedet i vandskorpen. På ynglepladsen, i fældningstiden eller som anskudte forsøger de at redde sig ved at dykke, noget der er normalt for deres ællinger. Ofte forsøger de også at redde sig ved at gå i land og gemme sig mellem buske og græs.
Hunnerne er alene om at ruge, mens de beskyttes og forsvares af hannen, der deltager i yngelplejen.
Gæs er meget sky og forsigtige fugle. Om natten går de ofte på land for at græsse, mens de oftest tilbringer dagen på vandet nær kysterne.

## Kulturhistorie
Gæs blev holdt som husdyr allerede for 5.000 år siden i Egypten. Visse tamgæs kan nå den betydelige vægt på 12-14 kilo.
Hangæs kaldes gaser, mens gåseunger hedder gæslinger.

## Tamgæs
- Afrikansk gås [2]
- Alsacegås
- Amerikansk gul gås
- Baskisk gås
- Bayersk landgås
- Benkovgås
- Bomuldsplettet gås
- Bourbonesk gås
- Brecon gul gås
- Cellegås
- Dansk landgås
- Dansk sadeltaskegås
- Diepholzergås
- Dravagås
- Emdengås
- Empordagås
- Færøsk gås
- Flamsk gås
- Frankisk gås
- Cholmogorsk gås
- Italiensk gås
- Javakhetigås
- Kinesisk gås (Svanegås)
- Krølgås (Sevastopolsk gås)
- Landesgås
- Leinegås
- Lippegås
- Lomellinagås
- Normandietsgås
- Norsk hvid gås
- Norsk Smålensgås
- Ölandsgås
- Østrigsk landgås
- Padovagås
- Pilgrimsgås
- Poitevinsk gås
- Poitougås
- Pommersk gås
- Rhinskgås
- Shetlandsgås
- Skånegås
- Slovakisk hvid gås
- Steinbacher kampgås
- Suchovygås
- Tjekkisk gås
- Toulousegås
- Tourainegås
- Tula kampgås
- Twente landgås
- Tysk læggegås
- Ungarsk gås
- Venetiansk gås
- Vestre Englandsgås
- Vistinesgås

## Klassificering
De cirka 19 gåsearter:
- Slægt Grå gæs (Anser).
  - Grågås Anser anser.
  - Blisgås Anser albifrons.
  - Dværggås Anser erythropus.
  - Tundrasædgås  Anser serrirostris
  - Sædgås Anser fabalis.
  - Kortnæbbet gås Anser brachyrhynchus.
  - Indisk gås Anser indicus.
  - Svanegås Anser cygnoides.

- Slægt Hvide gæs (Chen), der somme tider bliver slået sammen med slægten Anser .
  - Snegås Chen caerulescens.
  - Dværgsnegås Chen rossii.
  - Kejsergås Chen canagica.

- Slægt Rajgæs (Branta).
  - Bramgås Branta leucopsis.
  - Canadagås Branta canadensis.
  - Lys dværgcanadagås Branta hutchinsii.
  - Hawaiigås Branta sandvicensis.
  - Knortegås Branta bernicla.
  - Rødhalset gås Branta ruficollis.
  - Branta hylobadistes. (Uddød).

- Slægt Cereopsis.
  - Hønsegås Cereopsis novaehollandiae.